# Bonos climáticos
Los bonos climáticos son un instrumento financiero que persigue la movilización de capital para mitigar el cambio climático y conseguir los objetivos del Acuerdo de París para limitar el calentamiento mundial a 1,5 grados centígrados. 
Entre 2014 y 2019, la tasa de crecimiento anual promedio de la emisión de Bonos Climáticos Estándar fue del 288% y en enero de 2022, el volumen de deuda certificada como bono climático alcanzó los 218.000 millones de dólares estadounidenses. Dicha cifra se alcanzó a través de la emisión de 451 instrumentos de deuda entre los que encontramos préstamos, bonos, reinversión comunitaria, bonos de titulización, bonos privados, unidades en fideicomiso, acuerdos de recompra, bonos locales o bonos soberanos.
El transporte de bajo en emisiones de carbono es la principal actividad certificada, seguido de la energía solar, los edificios de bajas emisiones de carbono y la energía eólica.
En 2021, los emisores con sede en Francia fueron los mayores emisores de certificaciones por volumen (19%), seguidos de los situados en los Estados Unidos (15%), los Países Bajos (14%), China (9%) y Australia (8%).

## Historia
En 2009, el Banco Europeo de Inversiones (EIB) pone en marcha el programa de bonos de concienciación climática “Climate Awareness Bonds”. En diciembre de ese mismo año, durante la celebración de la COP15 de Copenhague, la Red Internacional de Centros Financieros Sostenibles (FC4S), inaugura la iniciativa de Bonos Climáticos, con el objetivo de financiar una transición hacia una economía baja en carbono.
En diciembre de 2010, la iniciativa “Climate Bond” publica el estándar y el mecanismo de certificación de los bonos climáticos.
En 2014 nace el primer bono climático certificado destinado a la financiación un proyecto solar con base en Willersley, Reino Unido. Ese mismo año, el Banco Nacional de Australia emite el primer bono climático certificado emitido por un banco con un valor de 300 millones de dólares australianos para financiar proyectos de energía renovable con una capacidad productiva de 2GW. 
En septiembre de 2015, una empresa de Nueva Zelanda dedicada a la energía geotérmica, emite el primer bono climático corporativo certificado, creando un programa de préstamos verdes certificados dirigido a inversores que deseen financiar activos de generación renovable existentes y futuros que cumplan con los principios de bonos verdes y el estándar de bonos climáticos.
En noviembre de 2015, México, a través del banco de desarrollo estatal Nacional Financiera, emite el primer bono verde con certificación de bono climático en Latinoamérica. Los recursos obtenidos fueron destinados a financiar nueve parques eólicos en Oxaca. Ese mismo mes, la ciudad de París lanza la primera emisión de bonos climáticos de la ciudad por valor de 300 millones de euros con el objetivo de reducir las emisiones de gases de efecto invernadero en un 75% para 2050.

## Estándar y certificación
La certificación de bono climático nace en 2010 de la mano de la iniciativa Climate Bonds, con el objetivo de hacer crecer el mercado renta fija para soluciones al cambio climático, ofrecer garantías de que el instrumento financiero está alineado con los objetivos del acuerdo de París y que los ingresos obtenidos se administrarán de una manera adecuada. 
Este tipo de certificación debe ser otorgada por un verificador aprobado por la iniciativa Climate Bonds, entidad desarrolladora del estándar, que asegurará que cumple los criterios del mismo.  
Esta certificación puede otorgarse antes de la emisión del instrumento financiero. Posteriormente, una vez emitido, el emisor deberá conformar la certificación obteniendo un informe de garantía que debe ser entregado al organismo verificador.
Los bonos climáticos pueden ser emitidos por empresas, desarrolladores de proyectos, fabricantes, bancos, gobiernos locales, entidades respaldadas por el gobierno o gobiernos nacionales.

### Criterios de sostenibilidad
Los bonos climáticos se evalúan atendiendo a los siguientes criterios:

###### Antes de la emisión
- Selección de proyectos
- Procesos y controles internos
- Informes previos a la emisión

##### Después de la emisión
- Proyectos y activos nominados
- Uso de los ingresos
- Procedencia de los ingresos
- Confidencialidad
- Informes
- Taxonomía de bonos climáticos
- Criterios técnicos
- Tenencia del proyecto
- Período de liquidación
- Asignación